# Émile François Ouchard
Pour les articles homonymes, voir Ouchard.
 (septembre 2012).
Si vous disposez d'ouvrages ou d'articles de référence ou si vous connaissez des sites web de qualité traitant du thème abordé ici, merci de compléter l'article en donnant les références utiles à sa vérifiabilité et en les liant à la section « Notes et références ».
Émile François Ouchard, né le 30 avril 1872 à Mirecourt (Vosges) et mort le 27 février 1951 dans la même ville, est un archetier français.

## Biographie
Émile François Ouchard est issu d'une ancienne famille d'archetier de la ville, les Ouchard.
Il commence son apprentissage chez de Cuniot Hury en 1886. À la mort d' Eugène Cuniot en 1910, il assiste sa veuve dans le fonctionnement de l'atelier. En 1923, il crée son propre atelier.
Marié le 9 janvier 1896 avec Marie-Joséphine Collin, il a cinq enfants. Son fils Émile Auguste Ouchard lui succéde. Sa fille Marguerite épousa l'archetier François Lotte.
Émile François Ouchard est l'arrière-grand-père maternel de l'actrice Charlotte Valandrey.